# Club Independiente Petrolero
El Club Independiente Petrolero és un club de futbol bolivià de la ciutat de Sucre.
El club va ser fundat el 4 d'abril de 1932.

## Palmarès
- Campionat bolivià de futbol:[2]
  - 2021